# Броунов Петро Іванович
Броунов Петро Іванович (нар. 21 грудня 1852 (2 січня 1853) — 24 квітня 1927 року) — російський географ і метеоролог, доктор фізичної географії, ординарний професор Університету Святого Володимира, член-кореспондент Петербурзької та Російської академій наук, член-кореспондент АН СРСР.

## Біографія
Народився 21 грудня 1852 року в Санкт-Петербурзі. Після закінчення в 1875 році математичного відділення фізико-математичного факультету Санкт-Петербурзького університету продовжив у ньому підготовку до викладацької діяльності. У 1877—1880 роках працював у службі погоди Головної фізичної обсерваторії (тепер Головна геофізична обсерваторія імені О. І. Воєйкова). Після захисту магістерської дисертації «Поступальний рух циклонів та антициклонів в Європі і особливо в Росії» у 1882 році поступив приват-доцентом у Санкт-Петербурзький університет. Отримав ступінь доктора фізичної географії у 1886 році, захистивши дисертацію «Часові барометричні максимуми в Європі». У 1887 році відряджений за кордон для ознайомлення з метеорологічними і магнітними установами Західної Європи. Читав лекції з фізики і фізичної географії на Вищих жіночих курсах у 1887—1890 роках. Затверджується у званні ординарного професора у 1890 році Університету Святого Володимира в Києві. Викладає фізичну географію, земний магнетизм. Водночас обіймає посаду директора Метеорологічної обсерваторії. У 1892 році організував Придніпровську мережу метеорологічних станцій, перед якою поставив широку програму агрометеорологічних спостережень і всебічного вивчення клімату України. У 1895 році його призначають членом Ученого комітету міністерства землеробства і завідувачем метеорологічного бюро цього міністерства. У 1900 році обирається професором географії Санкт-Петербурзького університету.

## Нагороди і відзнаки
Золота медаль Російського географічного товариства у 1888 році.

## Наукові праці
Один із засновників агрометеорології. Найважливіші наукові праці стосуються метеорології та фізичної географії. Значну увагу приділяв питанням будови і загального вигляду Земної кулі. Увів поняття «зовнішньої» (географічної) оболонки Землі в 1910 році, яка становить предмет фізичної географії як науки. Запропонував методи передбачення руху циклонів за зміною тиску та положенням ізотерм на синоптичній карті в 1878 році, обґрунтував утворення і рух циклонів. Виявив у житті культурних рослин «критичні періоди», коли вони дуже чутливі до нестачі вологи або тепла. Підготував атлас ізокліматичних зон Землі в 1925 році.
Основні праці:
1. (рос.) Поступательное движение циклонов и антициклонов в Европе и преимущественно в России. // Записки императорского Русского географического общества, 1882. Том 12. Вып. 1.
2. (рос.) Метеорология как наука о вихревых движениях воздуха. // Морской сборник, 1897. № 3.
3. (рос.) Курс физической географии. 2-е изд. — СПб., 1917.
4. (рос.) Атмосферная оптика. — М., 1924.
5. (рос.) Курс метеорологии. — М., 1927.